# Зимовий кабак

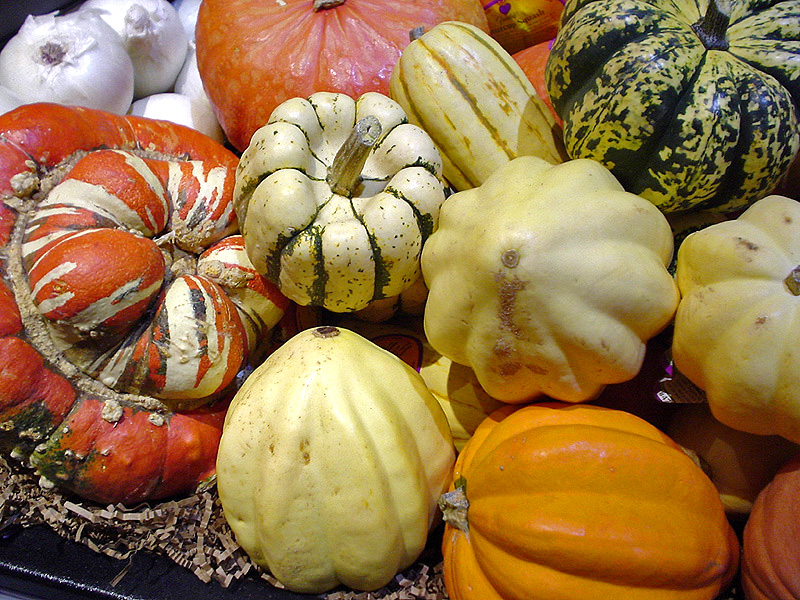
Асортимент зимових кабаків

Зимовий гарбуз або зимовий кабак — однорічний фрукт, що представляє кілька видів кабаків із роду Cucurbita. Пізньорослі, менш симетричні, дивної форми, шорсткі або бородавчасті сорти, невеликі або середні за розміром, але довго зберігаються і з твердою шкіркою, зазвичай називаються зимовими гарбузами або кабаками. Вони відрізняються від літніх кабачків тим, що їх збирають і їдять у зрілому стані, коли їх насіння всередині повністю дозріло, а шкірка затверділа, перетворившись на жорстку шкірку. На цьому етапі більшість сортів цього овоча можна зберігати для використання взимку. Зимовий кабак зазвичай готують перед вживанням, а шкірку зазвичай не їдять, як це відбувається з літнім кабачком.
Сорти зимових кабаків, які мають округлу та оранжеву форму, називаються гарбузами. В англійській мові існує кілька назв гарбузів — «pumpkin» (для вирізання ліхтаря Джека), «squash» (для їжі), та «gourd» (для декоративних цілей).
Хоча зимові кабаки вирощують у багатьох регіонах, вони є відносно неважливими з економічного боку, за кількома винятками. Їх широко вирощують у тропічній Америці, Японії, Північній Італії, Україні та деяких районах Сполучених Штатів. Калабаси Вест-Індії та форми, які вирощують жителі Мексики та Центральної Америки, не є однорідними, чистими сортами, але дуже різноманітні за розміром, формою та кольором. Оскільки ці види зазвичай перехресно запилюються, зараз важко зберегти сорт чистим.

## Посадка та збір урожаю
Гарбуз є морозостійкою рослиною, тобто насіння не проростає в холодному ґрунті. Насіння зимового кабака найкраще проростає при температурі ґрунту від 21 до 35 °C, причому тепліше є більш оптимальним. Їх збирають, коли плоди набули насиченого однотонного кольору, а шкірка тверда. Більшість зимових кабаків збирають у вересні або жовтні в Північній півкулі, до небезпеки сильних морозів.

## Харчова цінність
Сирий зимовий кабак (наприклад, Акорн або Баттернат) на 90 % складається з води, 9 % вуглеводів, 1 % білка та містить незначну кількість жиру (таблиця). У 100 грамах стандартної кількості він містить 34 калорії та є помірним джерелом (10-19 % добової норми, DV) вітаміну C (15 % DV) і вітаміну B6 (12 % DV), без інших мікроелементів істотний зміст (таблиця). Це також джерело каротиноїду провітаміну А, бета-каротину .

## Підвиди, культивари та різновиди

### Cucurbita maxima
- Кабак Амберкап
- Кабак Арікара
- Атлантичний гігант
- Банановий кабак
- Кабак Баттеркап
- Джорджія цукровий кабак
- Кабак Хаббард
- Гарбуз Джарахдейл
- Кабоча — «кабак Хоккайдо»
- Кабак лакота
- Кабак Муреголд
- Червоний кабак курі — також називається «помаранчевий кабак Хоккайдо» або «червоний бейбі кабак Хаббарда»
- Кабак тюрбан — також називається «Giraumon»

- Кабак кушоу (також званий «зимовий кабак кривошийка» або «Крукнек»)

### Cucurbita moschata
- Кабак Баттернат

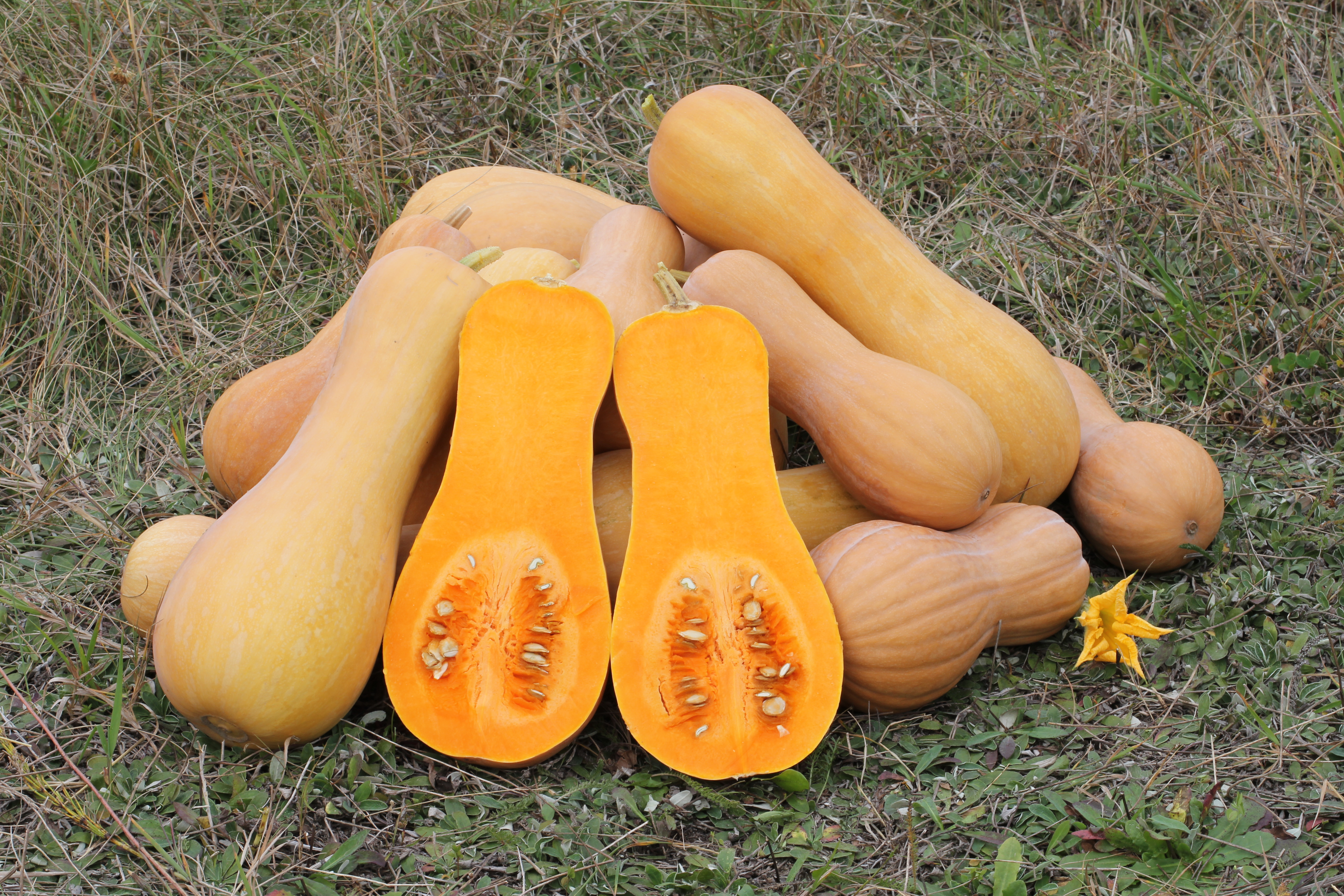
Баттернат — різновид зимових кабаків

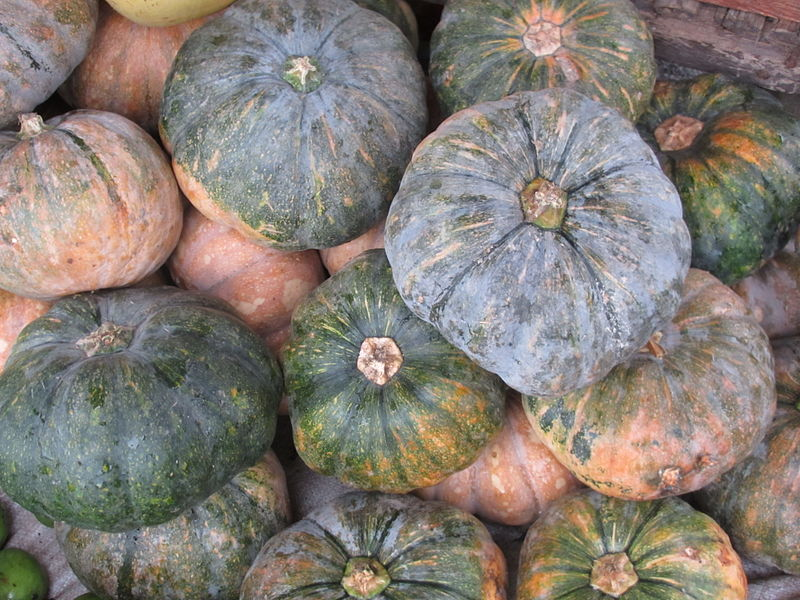
Калабаза, зимовий кабак, поширений на Кубі, Флориді, Пуерто-Ріко та Філіппінах

- Калабаза або вест-індійський гарбуз
- Гарбуз Дікінсон
- Сирний гарбуз Лонг-Айленд
- Казковий гарбузовий кабак або Musquee de Provence[10]
- Кентський гарбуз

### Cucurbita pepo
- Кабак Акорн
- Карнавальний кабак
- Кабак Деліката
- Коннектикутський польовий гарбуз
- Серце золотих кабаків
- Кабак спагетті
- Солодкий дамплінг кабак
- Осінній кубок кабак
- Кабак золотий наггет
- Цукровий кабак